# Kent (Ohio)
Kent é uma cidade localizada no estado norte-americano de Ohio, no Condado de Portage.

## Demografia
Segundo o censo norte-americano de 2000, a sua população era de 27.906 habitantes.
Em 2006, foi estimada uma população de 27.946, um aumento de 40 (0.1%).

## Geografia
De acordo com o United States Census Bureau tem uma área de
22,6 km², dos quais 22,5 km² cobertos por terra e 0,1 km² cobertos por água. Kent localiza-se a aproximadamente 334 m acima do nível do mar.

## Localidades na vizinhança
O diagrama seguinte representa as localidades num raio de 8 km ao redor de Kent.